# Borodinski

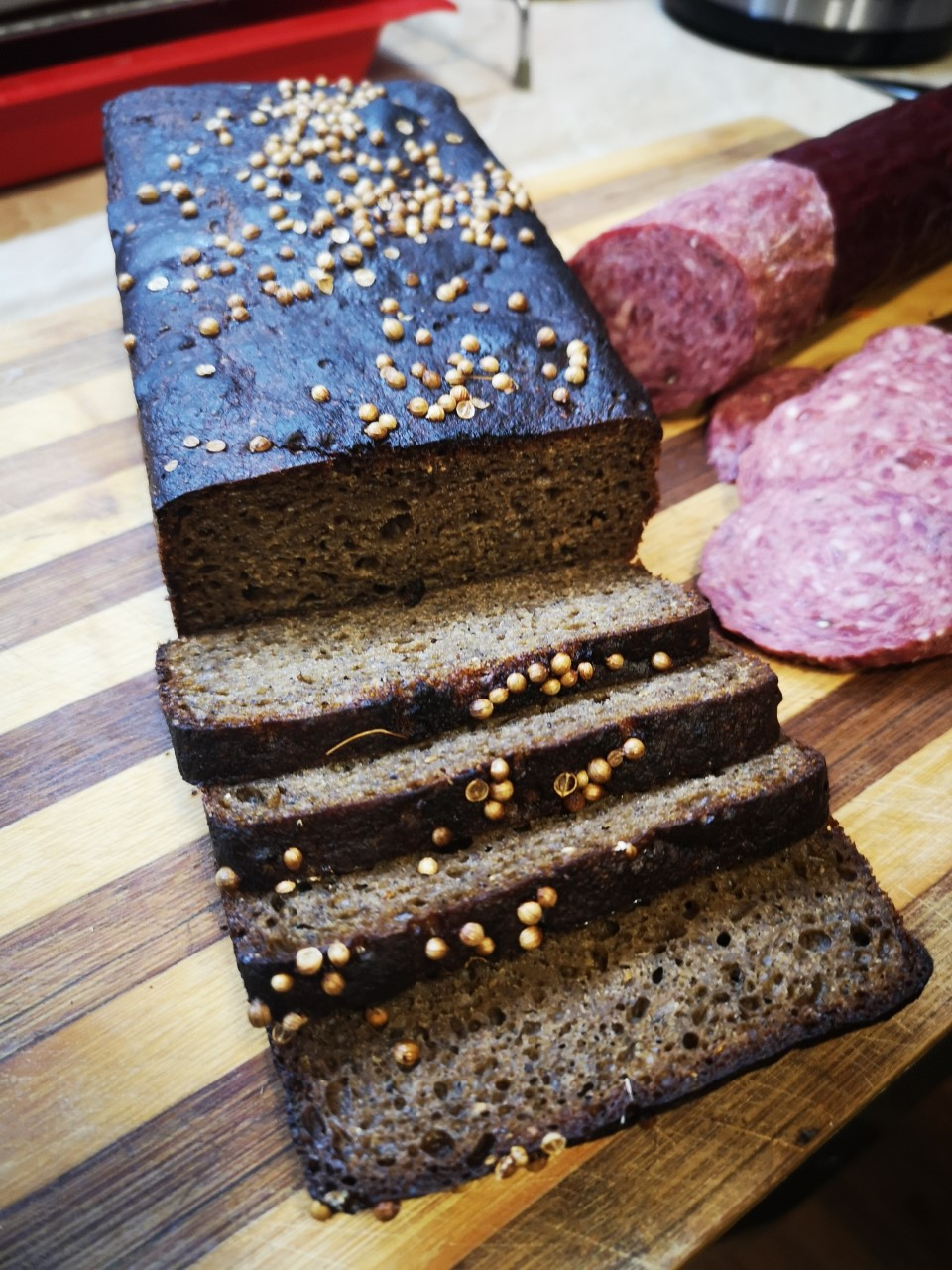

Le borodinski (en russe бородинский хлеб) est un pain de seigle d'origine russe.

## Étymologie
La légende attribue son nom à Margarita Toutchkova, veuve du général d'empire Alexandre Toutchkov, d'après la bataille de la Moskova, qui a eu lieu près du village de Borodino.
Néanmoins, le nom du pain est probablement apparu après la révolution d'Octobre 1917 car il n'en est fait aucune mention avant 1920.
Des recettes similaires existaient déjà au XIXe siècle.

## Recette
En plus de la farine de seigle, de la levure et du sel, le borodinski contient du malt de seigle, de la mélasse et de la coriandre. Il peut aussi être préparé avec de la pâte à choux.
Ce pain est également utilisé dans la fabrication du kvas, boisson traditionnelle des pays de l'Est, très légèrement alcoolisé. Pour ce faire, des tranches de borodinski sont grillées, puis mises à bouillir dans de l'eau avec du sucre, de la levure et des raisins secs.